# Gao Wenqian
Gao Wenqian (chinois simplifié : 高文谦 ; chinois traditionnel : 高文謙 ; pinyin : Gāo Wénqiān), né en 1953, est un enseignant et historien à l'université Columbia.

## Biographie
Les études de Gao Wenqian se basent sur les archives centrales de l'État, qu'il a eu pu étudier. Il collabore pendant quatorze ans aux recherches en Chine qui permettent la publication des biographies officielles de Zhou Enlai et Mao Zedong.
Après avoir été témoin des manifestations de la place Tian'anmen en 1989, il choisit de rompre avec le parti communiste et il quitte la Chine en 1993.  Arrivé à l'université Harvard, celle-ci lui donne une bourse pour lui permettre de rédiger une biographie de Zhou Enlai. En 2003, il publie à Hong Kong une nouvelle biographie de Zhou Enlai, Wannian Zhou Enlai (Les dernières années de Zhou Enlai), interdite en Chine et publiée aux États-Unis en 2009. Il est conseiller politique du Human Rights in China.

## Publications
- Zhou Enlai: The Last Perfect Revolutionary, traduit du chinois (晚年周恩来) par Peter Rand and Lawrence R. Sullivan, Édition New York: Public Affairs, 2007.
- Zhou Enlaï, l'ombre de Mao, préface de Andrew J. Nathan, traduit de l’anglais par Michel Bessières, Perrin, septembre 2010.